# Bệnh kinh nghiệm
Bệnh kinh nghiệm là khuynh hướng tư tưởng và hành động tuyệt đối hóa kinh nghiệm thực tiễn, hạ thấp hoặc phủ nhận vai trò của lý luận.

## Biểu hiện
Biểu hiện của bệnh kinh nghiệm gồm có: suy nghĩ giản đơn, tư duy áng chừng, đại khái, phiến diện, yếu về lôgíc và thiểu tính hệ thống; trong hoạt động thực tiễn thì mò mẫm, tùy tiện, sự vụ, gặp đâu hay đó, thiểu nhìn xa, trông rộng...

## Nguyên nhân
Nguyên nhân của bệnh kinh nghiệm gồm có:
- Vi phạm nguyên tắc thống nhất giữa lý luận và thực tiễn.
- Không nắm được thực chất mối liên hệ biện chứng giữa kinh nghiệm và lý luận, giữa thực tiễn và lý luận.
- Do ảnh hường của xã hội nông nghiệp cổ truyền, của chiến tranh kéo dài, tư tưởng tiểu tư sản.

## Khắc phục
Hướng khắc phục bệnh kinh nghiệm:
- Thực hiện tốt nguyên tắc sự thống nhất giữa lý luận và thực tiễn.
- Coi trọng việc tổng kết thực tiễn.
- Nâng cao trình độ lý luận, đổi mới tư duy lý luận, đổi mới công tác lý luận cho mọi người.
- Khắc phục tư tường tiểu tư sản.